# 2002年乌克兰航展事故

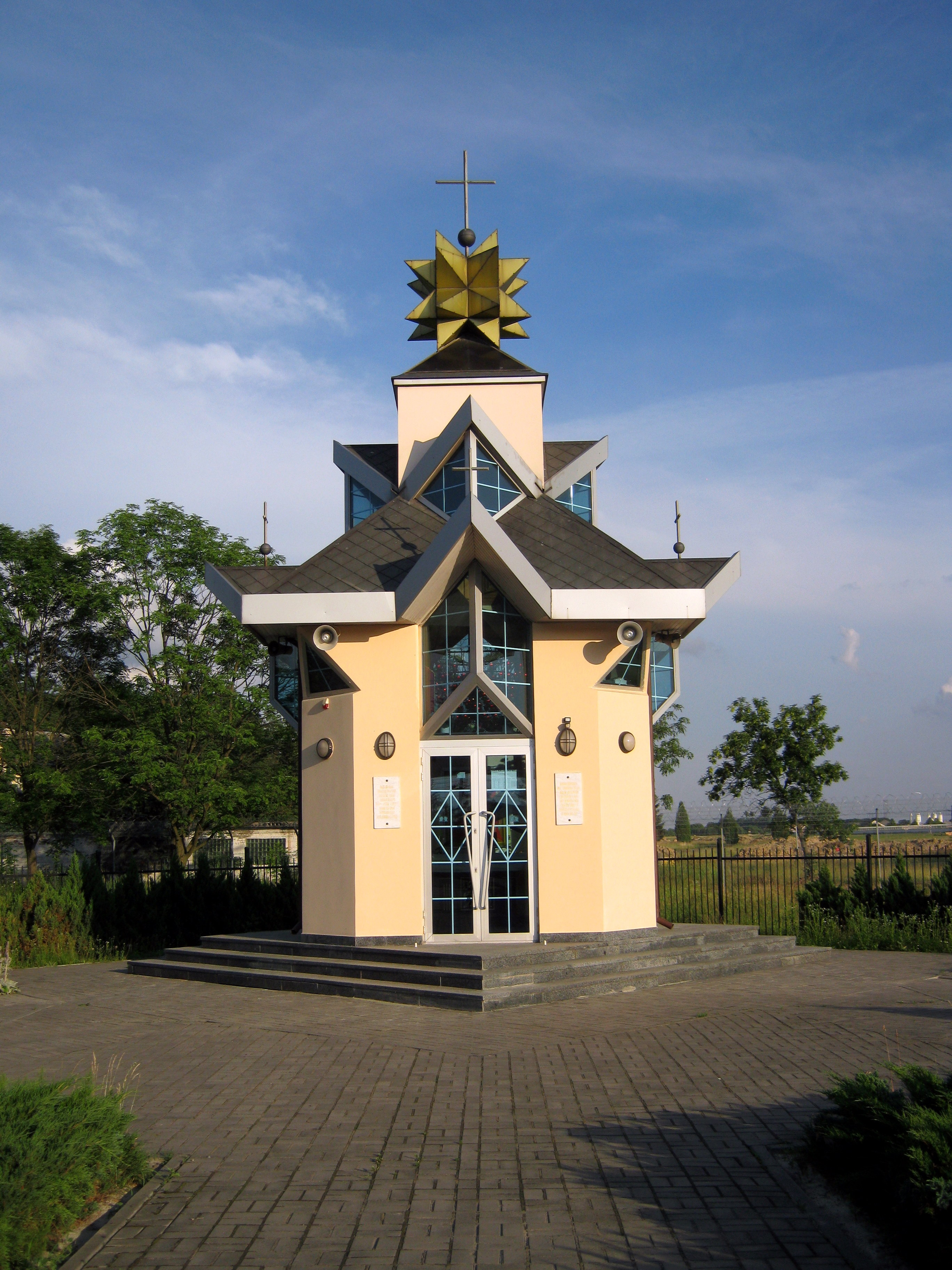
事故後的紀念教堂

2002年乌克兰航展事故，發生於2002年7月27日，共造成77人死亡（初期報告為85人），543人受伤，是迄今为止最为严重的一起航展事故。

## 经过
2002年7月27日，为庆祝乌克兰空军第14军成立60周年，在乌克兰西部城市利維夫附近的斯克尼利夫機場举行特技飞行表演，该表演吸引了数千观众，其中包括很多儿童。
12时45分左右，一架正在低空做一个高难度的俯冲特技动作的苏-27战斗机突然失控，机身擦着机场跑道旁边的树林顶部掠过。失控的飞机一头撞上了正停在停机坪上的一架伊尔76客机，并立即爆炸起火。由于巨大的惯性，燃烧着的机身继续翻滚着冲向来不及逃离的观众。共有77人（其中19名为儿童）因飞机撞击和随之引发的爆炸而死亡，很多尸体被烧焦或残缺不全。另外有543人不同程度受伤。两名飞行员在飞机坠毁前机身擦碰树林的时候弹射逃生，但两人均受伤。

## 调查
事故发生以后，乌克兰立即成立了调查委员会。
起初，人们怀疑造成这起事故的主要原因是飞机机械故障，因为此前俄罗斯空军也有多架用于特技飞行的类似机型坠毁。例如1995年，俄罗斯勇士飞行表演队的3架苏-27飞机在越南撞山坠毁，4人死亡；在法國巴黎郊區布尔日機場举行的巴黎航展上，一架蘇-30（苏-27加装矢量推进系统的后续机型）在做类似动作的时候坠毁。
但专家们怀疑事故是由人为因素造成的，且事故调查的结果也符合了专家们的推测。
导致事故的因素包括（按照重要程度排序）：
1. 飞行员擅自改变飞行计划，临时做出加飞超低空俯冲的飞行动作；
2. 错误的飞行计划，特别是将飞行线路安排在观众正上方；
3. 飞行员操作失误；
4. 飞机机械故障；
5. 飞机在起飞前加装了太多燃料，导致飞机太重不够灵活，因而无法完成最后的机动动作，并且在坠毁后引发更大规模的爆炸。

## 事故处理
事故发生后不久，总统库奇马就公开谴责乌军方应当对此次事件负责，有关责任人乌克兰空军总司令斯特列利尼科夫上将、空军第14军司令奥尼夏克中将、乌空军第14军副司令特列季亚科夫少将和其助手雅丘克中校四人被解职并被检察院拘捕。国防部长什基琴科也提出辞职以承担坠机事故的责任，但被库奇马拒绝。
2004年12月，最后一次的事故听证会在利维夫举行，五名被告（包括两名飞行员和三名地面协调人员）皆不承认自己有罪。
2005年6月24日，军事法庭以未能执行命令和忽视和违法飞行条例的罪名，判处两名飞行员弗拉基米尔·托珀纳尔和尤里·耶格罗夫被分别判入狱14年和8年，其他三名军官入狱4至6年。此外，飞行员托珀纳尔必须向遇难者家属赔偿720万格里夫纳（约合142万美元或118万欧元），耶格罗夫则需赔偿250万格里夫纳。

## 参看
- 苏-27
- 拉姆施泰因航展事故